# Sebastián Castaño
Sebastián Alexander Castaño Muñoz (Támesis, 12 de mayo de 1997) es un ciclista profesional Colombiano. Actualmente es miembro del equipo Team Sistecrédito de categoría continental. Durante la temporada 2018-19 estuvo en el equipo italiano "Beltrami-Hoppla-Petroli Firenze".

## Palmarés
2016
- 1.º en 6 etapa de Vuelta de la Juventud de Colombia 2016[3]

2017
- 2.º en 2 etapa de Vuelta de la Juventud de Colombia 2017

2018
- 4.º Trofeo Edil C
- 9.º GP Industrie del Marmo

2019
- 3.º Giro delle Valli Aretine

2020
- 4.º en Vuelta a Antioquia

2021
- 10.º en Vuelta al Táchira